# John McCann (Politiker, 1910)
John „Jack“ McCann, CBE (* 4. Dezember 1910; † 16. Juli 1972 in Davyhulme, Greater Manchester) war ein britischer Politiker der Labour Party, der unter anderem von 1958 bis 1972 Mitglied des House of Commons war sowie verschiedene Juniorminister-Posten bekleidete.

## Leben
John „Jack“ McCann, Sohn von John und Margaret McCann, absolvierte nach dem Besuch der Grundschule Kurse des National Council of Labour Colleges (NCLC) und der Workers’ Educational Association (WEA), zwei Organisationen zur Förderung einer unabhängigen Bildung der Arbeiterklasse. Danach war er als Mechaniker und Dieselmotorenmonteur tätig und diente während des Zweiten Weltkrieges in der British Home Guard. 1945 wurde er zum Mitglied des Stadtrates von Eccles gewählt und war in diesem Vorsitzender der Fraktion der Labour Party. Nachdem er zwischen 1952 und 1955 Beigeordneter (Alderman) war, fungierte er von 1955 bis 1956 als Bürgermeister von Eccles. Daneben war er zeitweise Vorsitzender des Verwaltungsrates des West Manchester Hospital.
Nach dem Tode des bisherigen Abgeordneten Wentworth Schofield von der Conservative Party am 16. Dezember 1957 wurde McCann bei der dadurch notwendigen Nachwahl im Wahlkreis „Rochdale“ am 12. Februar 1958 erstmals zum Mitglied des House of Commons gewählt und vertrat diesen Wahlkreis bis zu seinem Tode am 16. Juli 1972, woraufhin Cyril Smith bei der erforderlichen Nachwahl am 26. Oktober 1972 zum neuen Abgeordneten für diesen Wahlkreis gewählt wurde. Während dieser Zeit war er zwischen 1961 und 1964 stellvertretender Parlamentarischer Geschäftsführer (Assistant Whip) der oppositionellen Labour-Fraktion im Unterhaus sowie im Anschluss von 1964 bis 1966 Lord des Schatzamtes (Lord Commissioner of the Treasury). Als Nachfolger von William Whitlock war er von 1966 bis zu seiner Ablösung durch Charles Morris 1967 Vice-Chamberlain of the Royal Household und fungierte damit als Stellvertreter des Oberkammerherrn (Lord Chamberlain of the Household). Für seine Verdienste wurde er 1966 zum Commander des Order of the British Empire (CBE) ernannt. Zuletzt war er von 1967 bis 1969 noch einmal Lord Commissioner of the Treasury.
Aus seiner 1939 geschlossenen Ehe mit Alice Nolan gingen ein Sohn und eine Tochter hervor.